# Relations entre l'Algérie et Chypre
Les relations entre l'Algérie et Chypre  font référence aux relations bilatérales entre la République algérienne démocratique et populaire et la république de Chypre. L’Algérie est représentée à Chypre par l’intermédiaire de son ambassade à Beyrouth au Liban. Chypre est représentée en Algérie par son ambassade à Paris en France.

## Présentation
L’Algérie et le Chypre sont membres à part entière de l’Union pour la Méditerranée.

### Relations officielles
Lors de la présentation de ses lettres de créance au président chypriote Tassos Papadopoulos en janvier 2005, l’ambassadeur algérien à Chypre, Ibrahim Benaouda Haci, a déclaré que le président algérien Abdelaziz Bouteflika avait confirmé sa volonté de renforcer les relations entre l’Algérie et Chypre. En octobre 2006, l’ambassadeur de Chypre, Minas Hadjimichael, a présenté ses lettres de créance au président algérien Bouteflika, l’a remercié pour le soutien de l’Algérie à Chypre dans le cadre des Nations unies et du Mouvement des non-alignés et a discuté des moyens de renforcer les liens bilatéraux. Le président de l’Algérie s’est dit satisfait des relations amicales entre les deux pays, mais a souligné que son pays était favorable à la réunification de la République chypriote. Il a également exprimé son souhait de renforcer la coopération bilatérale.[réf. nécessaire]
L’Algérie a toujours soutenu la réunification de Chypre sur la base des résolutions de l’ONU. Lors d’une rencontre en avril 2005 avec le ministre turc des Affaires étrangères Abdullah Gul en Algérie, le président Bouteflika a déclaré qu’il soutenait la Turquie sur le problème chypriote et considère que la Turquie a fait tout ce qu’elle pouvait pour résoudre le problème chypriote.
En novembre 1998, le ministre algérien des Affaires étrangères a rencontré son homologue chypriote grec,,.
En février 2001, le ministre algérien des affaires étrangères s’est rendu à Chypre,,.
En novembre 2001, le président de la république de Chypre, Glafcos Clerides, a reçu les lettres de créance du nouvel ambassadeur d’Algérie, Ahmed Boudehri.
En septembre 2003, le président chypriote et les dirigeants de l’Algérie, du Sénégal et du Koweït se sont réunis pour discuter de questions régionales.

### Commerces et investissements
Chypre et l’Algérie ont conclu divers accords. Par exemple, en novembre 1997, l’Algérie et Chypre se sont mises d’accord sur un cadre pour les échanges maritimes entre les deux pays, en levant les obstacles à la libre circulation des navires et en offrant un traitement préférentiel dans les ports des deux pays. En décembre 1999, l’Algérie et Chypre ont signé un accord sur le transport aérien visant à introduire un cadre juridique régissant les routes aériennes entre l’Algérie et Chypre. En juillet 2000, l’agence de presse algérienne APS a signé un accord de coopération avec l’agence de presse chypriote qui couvre l’échange d’articles et de photographies en anglais.
En décembre 2001, la géante société algérienne Sonatrach et la compagnie pétrolière chypriote Medex Petroleum ont signé un accord d’exploration couvrant le nord de Bordj Omar Driss dans le bassin de l’Illizi, dans le sud-est algérien.
Chypre considère l’Algérie comme un partenaire potentiel pour aider à extraire le pétrole et le gaz inexploités de la zone économique exclusive de l’île. D’autres partenaires à l’étude sont la Libye, la Russie et l’Algérie – tous les détails des négociations n’ont pas encore été rendus publics.